# Jacewszczyzna (Ratyńce)
Jacewszczyzna (biał. Яцаўшчына; ros. Яцевщина) – dawniej osada. Obecnie część Ratyńców wieś na Białorusi, w obwodzie mińskim, w rejonie wołożyńskim, w sielsowiecie Raków.

## Historia
W czasach zaborów wieś w gminie Raków, w powiecie mińskim, w guberni mińskiej Imperium Rosyjskiego. W 1870 roku należała do dóbr Jacewszczyzna, własność Sobolewskich.
W latach 1921–1945 wieś a następnie osada leżała w Polsce, w województwie wileńskim, w powiecie stołpeckim, a od 1927 w powiecie mołodeckim, w gminie Raków.
Według Powszechnego Spisu Ludności z 1921 roku zamieszkiwało tu 42 osoby, 12 było wyznania rzymskokatolickiego a 30 prawosławnego. Jednocześnie wszyscy mieszkańcy zadeklarowali polską przynależność narodową. Było tu 7 budynków mieszkalnych. W 1931 w 10 domach zamieszkiwały 64 osoby.
Wierni należeli do parafii rzymskokatolickiej i prawosławnej w Rakowie. Miejscowość podlegała pod Sąd Grodzki w Rakowie i Okręgowy w Wilnie; właściwy urząd pocztowy mieścił się w Rakowie.